# Roi Vaara
Roi Vaara, född 17 juli 1953 i Moss, Norge, är en finländsk performancekonstnär. 
Vaara studerade 1972–1975 vid Konstindustriella högskolan och 1976–1977 vid Jyväskylä universitet samt anslöt sig i början av 1980-talet till Ö-gruppen, som genomförde utställningar och aktivitetsprogram, bland annat projektet Nattvarden. Som performancekonstnär slog han igenom som Den vite mannen, som uppträdde på olika platser i Helsingfors och senare också utomlands. Han har också utfört videoverk, vanligen med sig själv som aktör.
År 2018 medverkade Roi Vaara i Rum för Performance: Skiften, anordnad av Bildmuseet och Norrlandsoperan, med verket Grounding.
Vaara tilldelades Ars Fennica-priset 2005 och Pro Finlandia-medaljen 2010. Sedan 2023 är han konstens akademiker i Finland